# Peter Stubbe
Peter Stubbe även kallad Peter Stump, född omkring 1530, död 31 oktober 1589, var en tysk bonde som även påstås vara seriemördare. Han avrättades, anklagad för att ha varit en varulv. 

## Biografi
Peter Stubbe, även dokumenterad som Peter Stube, Peeter Stubbe, Peter Stübbe och Peter Stumpf, var en välbärgad bonde i tyska Bedburg. Hans födelseplats och -datum är inte kända då de lokala kyrkoböckerna förstördes under trettioåriga kriget, men han föddes troligtvis i närheten av Bedburg under 1530-talet.
År 1565 hittade man i Köln en styckad kropp med armar och ben spridda över ett större område. Fler liknande lik hittades senare och många av dem visade sig vara kända som ovänner till Stubbe, varför myndigheterna sökte upp honom, vilket gjorde med hjälp av spårhundar. 
Han erkände under tortyr att han var ansvarig, och att han även hade slitit ut foster från gravida kvinnor, våldtagit barn och ätit hjärnan från den son han fått efter incest med sin dotter. Han sade att hans dotter och hans älskarinna tittat på, varför även de blev arresterade.
Stubbe avrättades genom tortyr, då han steglades på hjul med glödgade piggar, flåddes, halshöggs och sedan brändes på bål framför sin dotter och älskarinna, som sedan också brändes.